# Tadeusz Raczkowski
Tadeusz Jan Raczkowski (ur. 25 maja 1886 w Poznaniu, zm. 31 października 1939 w Fordonie) – polski nauczyciel, agronom dyplomowany, kierownik Szkoły Rolniczej w Bydgoszczy.

## Życiorys
Był synem Feliksa i Walentyny z Dobrowolskich. Uczęszczał do Gimnazjum św. Marii Magdaleny w Poznaniu, w 1906 rozpoczął studia w berlińskiej Akademii Rolniczej, uzyskując tamże w 1911 dyplom agronoma. Do wybuchu I wojny światowej pracował w Poznańskiem w kółkach rolniczych. W latach wojennych służył w armii niemieckiej.
W chwili przejmowania przez Polskę Pomorza był członkiem tajnej Rady Ludowej w Chełmży. Przez pewien czas pozostawał jako ochotnik w Wojsku Polskim. W listopadzie 1919 rozpoczął pracę w Wydziale Oświaty Rolniczej Wielkopolskiej Izby Rolniczej jako referent, by pod koniec stycznia 1920 przejść do pracy pedagogicznej w szkole rolniczej w Bydgoszczy. Od kwietnia 1920 kierował szkołą rolniczą w Lesznie. Rok później powrócił do Bydgoszczy i został kierownikiem szkoły uprawy łąk, przekształconej następnie w szkołę melioracyjną i wreszcie w Szkołę Rolniczą Wielkopolskiej Izby Rolniczej. W grudniu 1936 Ministerstwo Wyznań Religijnych i Oświecenia Publicznego wystawiło Raczkowskiemu dyplom, uprawniający do nauczania przedmiotów zawodowych (poza ogrodnictwem) i prowadzenia praktyk w szkołach o profilu rolniczym. Miał opinię dobrego fachowca i nauczyciela oraz sprawnego kierownika szkół.
Po wkroczeniu Niemców do Bydgoszczy został aresztowany 15 października 1939 i zamordowany kilkanaście dni później (31 października) w Dolinie Śmierci na bydgoskim Fordonie. Po wojnie zwłoki ekshumowano i złożono na Cmentarzu Bohaterów Bydgoszczy.
Z małżeństwa z Marią z Krajewskich miał troje dzieci: synów Janusza (ur. 1913) i Bogumiła (ur. 1918) oraz córkę Halinę (ur. 1914).

## Ordery i odznaczenia
- Złoty Krzyż Zasługi (15 kwietnia 1929)[1]
- Medal Dziesięciolecia Odzyskanej Niepodległości